# NGC 2961
NGC 2961 (również NGC 2959A lub PGC 27958) – galaktyka spiralna (Sb), znajdująca się w gwiazdozbiorze Wielkiej Niedźwiedzicy. Odkrył ją Lawrence Parsons 26 grudnia 1873 roku.